# 长城 (天文学)
长城（Galaxy Wall），或譯為巨牆，是一個關於宇宙大尺度構造的天文學名詞。1989年在天文學家瑪格利特·蓋勒（Margaret Geller）和約翰·修茲勞（John Huchra）試著標示約一萬五千個星系（和地球所在的銀河系一樣層級的星系）的分布時，發現星系、星系團的分布，即使在大尺度下，也並不是以往所想像的均勻分布，反而連結成條狀結構。兩位天文學家當時所標示出來的那個天文學長城，離地球的銀河系足足有兩億光年之遙。它有五億光年長、三億光年寬，並且有一千五百萬光年那麼厚。
在其他天文學家試著以其他的剖面繪製星系、星系團的分布圖時，也發現了相同的疏密不均、具有密集與空洞處的情況，而且目前尚未發現比長城更大的宇宙構造。因此目前一般相信大尺度的宇宙結構為泡狀，也就是宇宙空洞结构。
照這些剖面圖看來，銀河系和本星系群也位於星系團密集處，因此一般預料我們所在的銀河系也位於某條長城上（参见巨引源）。然而「本」長城有多長、多寬、多厚，目前卻不得而知，因為本长城延伸方向恰好在银河系的隐匿带上，被银河系中大量的宇宙塵和宇宙氣體遮擋，以至於無法觀測。
關於長城和泡狀結構的起源，目前的假設之一和暗物質有關。就像太陽系形成過程中有些氣體形成行星、有些則失敗而散成小行星或彗星一樣，那些泡狀「空洞」中的質量可能大規模地形成暗物質而不是星系群，而只有在邊緣、也就是泡壁之處的質量有機會大量地形成星系群。

## 外部連結
- 星系群分布、長城與空洞圖：圖可以參考，但是下方的圖說可能有翻譯錯誤，這張圖的半徑應該是500 millon也就是五億光年才對。Local Group的翻译也应该是本星系群而不是本超星系团。